# Alcides Martins
Alcides Martins (Aveiro, 17 de outubro de 1948) é um jurista luso-brasileiro, que é vice-presidente do Conselho Superior do Ministério Público Federal. Exerceu o cargo de Procurador-Geral da República do Brasil, interinamente, após o fim do mandato de Raquel Dodge. Alcides nasceu em Portugal em 1948 e se mudou para o Brasil em 1962, tendo se formado em Direito na Universidade do Estado do Rio de Janeiro em 1975. Ingressou no Ministério Público em 1981 como defensor público do Ministério Público do Distrito Federal e dos Territórios, sendo promovido para promotor de Justiça em 1983. Atualmente, além de ser procurador, Alcides também é membro da Ordem dos Advogados Portugueses e da Associação Internacional de Direito Penal.